# Vicepresidente de la República Popular China
El vicepresidente de la República Popular China es la segunda más alta posición política en China. El actual vicepresidente es Han Zheng, sucediendo en el cargo a Wang Qishan.

## Selección
El cargo se creó en la constitución de 1982. Formalmente, el vicepresidente es elegido por la Asamblea Popular Nacional de China  de acuerdo con el artículo 62 de la Constitución. En la práctica, esta elección cae en la categoría de 'único candidato' en las elecciones. El candidato es recomendado por el Presidium de la Asamblea Popular Nacional de China que también tiene el poder para revocar al vicepresidente.

## Atribuciones
Por ley, el vicepresidente debe ser un ciudadano chino de mayor 45 años. Los deberes del vicepresidente incluyen colaborar con el presidente, y reemplazarlo si debe renunciar o en caso de muerte durante el ejercicio de sus funciones. En realidad la posición del vicepresidente es básicamente ceremonial, y solamemente hasta Hu Jintao los vicepresidentes han sido miembros del Comité Permanente del Buró Político del Comité Central del Partido Comunista de China.

## Vicepresidentes
Estos son los vicepresidentes desde 1954:
| N.º | Foto                 | Vicepresidentes | Vicepresidentes | APNCh                   | Tiempo                        | Tiempo                        | Presidentes                                             |
| --- | -------------------- | --- | --- | ----------------------- | ----------------------------- | ----------------------------- | ------------------------------------------------------- |
| *   |                      | Zhu De 朱德 (1898–1969) Sichuan At-large Liu Shaoqi 刘少奇 (1898–1969) Pekín At-large Song Qingling 宋庆龄 (1893–1981) Shanghái At-large | Li Jishen 李济深 (1886-1959) Guangxi At-large Zhang Lan 张澜 (1872-1955) Sichuan At-large Gao Gang 高岗 (1905–1954) Shaanxi At-large |                         | 1 de octubre de 1949 (acting) | 27 de septiembre de 1954      | Mao Zedong                                              |
| 1   |                      | Zhu De 朱德 (1898–1969) Sichuan At-large                                                                                                 | Zhu De 朱德 (1898–1969) Sichuan At-large                                                                                             | I APN                   | 27 de septiembre de 1954      | 27 de abril de 1959           | Liu Shaoqi                                              |
| 2   |                      | Song Qingling 宋庆龄 (1893–1981) Shanghái At-large                                                                                       | Dong Biwu 董必武 (1886-1975) Hubei At-large                                                                                          | II APN                  | 27 de abril de 1959           | 21 de diciembre de 1964       | Liu Shaoqi                                              |
| 2   | III APN              | Song Qingling 宋庆龄 (1893–1981) Shanghái At-large                                                                                       | Dong Biwu 董必武 (1886-1975) Hubei At-large                                                                                          | 21 de diciembre de 1964 | 31 de octubre de 1968         |                               | Liu Shaoqi                                              |
| *   | Vacante por sucesión | Vacante por sucesión | Vacante por sucesión | III APN (cont)          | 31 de octubre de 1968         | 17 de enero de 1975           | Song Qingling (renunció en 1972) Dong Biwu              |
|     |                      | | |                         |                               |                               |                                                         |
| *   | cargo abolido        | cargo abolido | cargo abolido | IV APN                  | 17 de enero de 1975           | 5 de marzo de 1978            | Zhu De (1975-1976) Song Qingling (1976-1978)            |
| *   | cargo abolido        | cargo abolido | cargo abolido | V APN                   | 5 de marzo de 1978            | 18 de junio de 1983           | Ye Jianying (1978-1981; 1981-1983) Song Qingling (1981) |
|     |                      | | |                         |                               |                               |                                                         |
| 3   |                      | Ulanhu 乌兰夫 (1906-1988) Inner Mongolia At-large                                                                                        | Ulanhu 乌兰夫 (1906-1988) Inner Mongolia At-large                                                                                    | VI APN                  | 18 de junio de 1983           | 8 de abril de 1988            | Li Xiannian                                             |
| 4   |                      | Wang Zhen 王震 (1908-1993) Xinjiang At-large                                                                                             | Wang Zhen 王震 (1908-1993) Xinjiang At-large                                                                                         | VII APN                 | 18 de junio de 1983           | 12 de marzo de 1993           | Yang Shangkun                                           |
| 5   |                      | Rong Yiren 荣毅仁 (1916-2005) Shanghái At-large                                                                                          | Rong Yiren 荣毅仁 (1916-2005) Shanghái At-large                                                                                      | VIII APN                | 12 de marzo de 1993           | 15 de marzo de 1998           | Jiang Zemin                                             |
| 6   |                      | Hu Jintao 胡锦涛 (1942) Guizhou At-large                                                                                                 | Hu Jintao 胡锦涛 (1942) Guizhou At-large                                                                                             | IX APN                  | 15 de marzo de 1998           | 23 de marzo de 2003           | Jiang Zemin                                             |
| 7   |                      | Zeng Qinghong 曾庆红 (1939) Jiangxi At-large                                                                                             | Zeng Qinghong 曾庆红 (1939) Jiangxi At-large                                                                                         | X APN                   | 23 de marzo de 2003           | 15 de marzo de 2008           | Hu Jintao                                               |
| 8   |                      | Xi Jinping 习近平 (1953) Shanghái At-large                                                                                               | Xi Jinping 习近平 (1953) Shanghái At-large                                                                                           | XI APN                  | 15 de marzo de 2008           | 14 de marzo de 2013           | Hu Jintao                                               |
| 9   |                      | Li Yuanchao 李源潮 (1950) Lianshui At-large                                                                                              | Li Yuanchao 李源潮 (1950) Lianshui At-large                                                                                          | XII APN                 | 14 de marzo de 2013           | 17 de marzo de 2018           | Xi Jinping                                              |
| 10  |                      | Wang Qishan 李源潮 (1948) Lianshui At-large                                                                                              | Wang Qishan 李源潮 (1948) Lianshui At-large                                                                                          | XII APN                 | 17 de marzo de 2018           | 10 de marzo de 2023           | Xi Jinping                                              |
| 11  |                      | Han Zheng 李源潮 (1954) Shanghái At-large                                                                                                | Han Zheng 李源潮 (1954) Shanghái At-large                                                                                            | XIII APN                | 10 de marzo de 2023           | En el cargo (termina en 2028) | Xi Jinping                                              |